# Rothenfels
Rothenfels è un comune urbano tedesco di 1 033 abitanti, situato nel circondario del Meno-Spessart nel distretto della Bassa Franconia nel land della Baviera.